# Dicranophragma (Brachylimnophila) subnemorale
Dicranophragma (Brachylimnophila) subnemorale is een tweevleugelige uit de familie steltmuggen (Limoniidae). De soort komt voor in het Palearctisch gebied.